# Zennewijnen

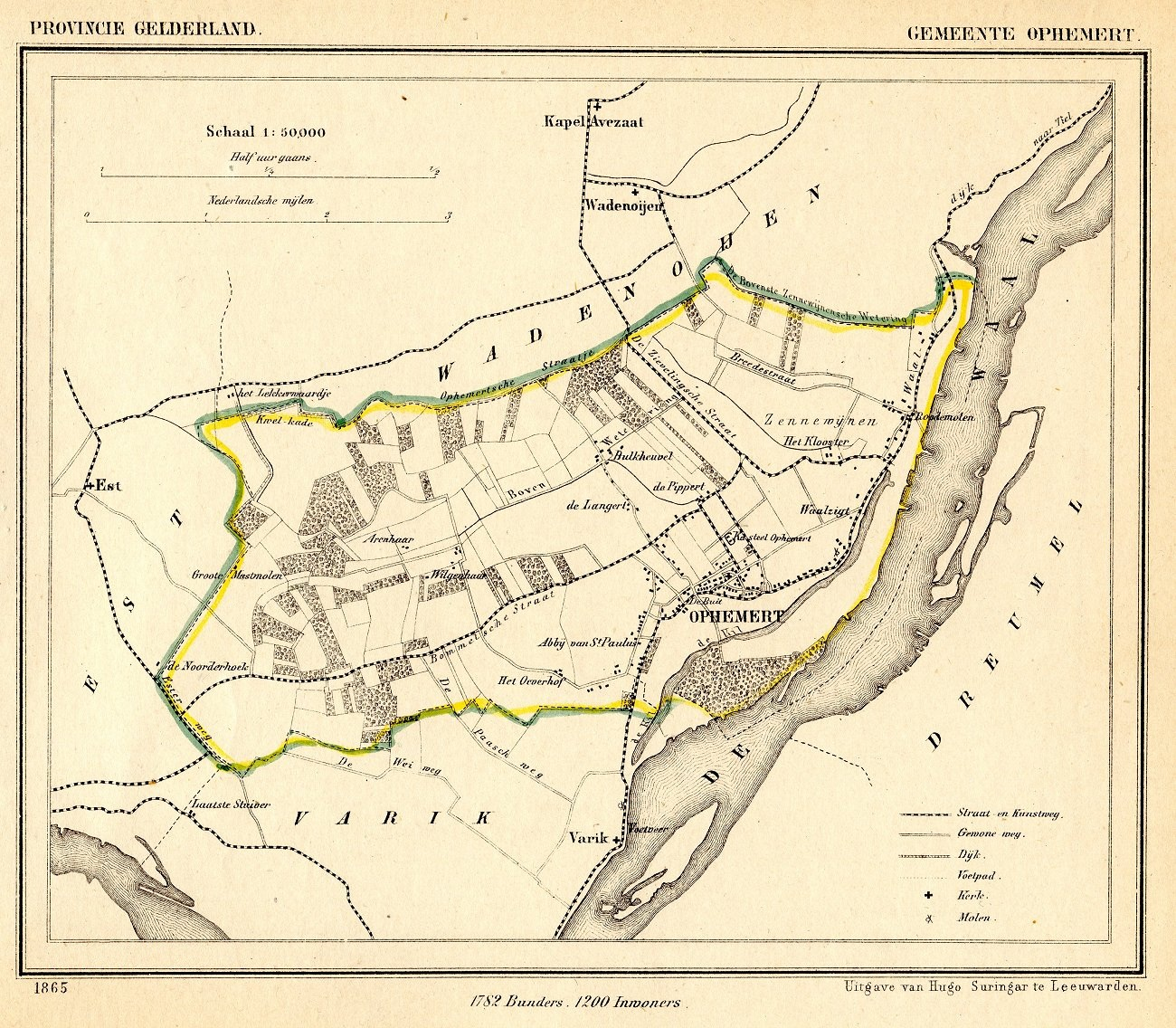
Zennewijnen op een kaart van de voormalige gemeente Ophemert uit 1865.

Zennewijnen is een buurtschap in de Betuwe in de Nederlandse provincie Gelderland. Zennewijnen is gelegen aan de Waal, tussen de buurtschap Passewaaij (onderdeel van de gemeente Tiel) en het dorp Ophemert (onderdeel van de gemeente West Betuwe); de buurtschap valt zelf grotendeels onder de gemeente Tiel. Er vallen zeven adressen onder de gemeente West Betuwe. Zennewijnen heeft ongeveer 150 inwoners. Vroeger was Zennewijnen onderdeel van de ambachtsheerlijkheid Ophemert en Zennewijnen. In de Middeleeuwen was Zennewijnen een bekende pleisterplaats van christenen, vanwege het destijds aldaar gevestigde praemonstratenzer klooster. Zennewijnen is verdeeld tussen de gemeenten Neerijnen (sinds 2019 onderdeel van de gemeente West Betuwe) en Tiel.